# Mohamad Mulayes
Mohamad Mulayes (5 aprile 1993) è un pugile siriano.

## Palmarès
- Campionati asiatici

Ammann 2013: bronzo nei pesi supermassimi.
Tashkent 2017: bronzo nei pesi supermassimi.
- Giochi del Mediterraneo

Tarragona 2018: bronzo nei pesi supermassimi.